# Сомати (Ријети)
Сомати је насеље у Италији у округу Ријети, региону Лацио.
Према процени из 2011. у насељу је живело 100 становника. Насеље се налази на надморској висини од 999 м.